# Carl Johann Hoffmann
Carl Johann Hoffmann (* 4. November 1819 in Darmstadt; † 27. Mai 1874 ebenda) war ein Jurist, Landtagsabgeordneter und Reichstagsabgeordneter.

## Leben
Karl Hoffmann war der Sohn des Kaufmanns und Kommerzienrats Ernst Emil Hoffmann und dessen Ehefrau Caroline Friederike Wilhelmine, geborene Leußner. Hoffmann, der evangelischen Glaubens war, heiratete am 1. Juli 1845 in Darmstadt in erster Ehe Mathilde geborene Siegfrieden. Der Sohn Arthur (1855–1936, Generaloberarzt) stammte aus dieser Ehe. Nach dem Tod der ersten Ehefrau am 25. April 1859 heiratete er am 20. September 1860 in Marburg Louise Jakobine Julie Emilie geborene Weber. Er war Vater des Architekten Ludwig Hoffmann.
Hoffmann studierte ab 1838 in Gießen und Heidelberg. 1841 wurde er zum Dr. jur. promoviert. Er wurde Hofgerichtssekretariatsakzessist in Darmstadt und 1849 Hofgerichtsadvokat am Hofgericht Darmstadt.
1850 und erneut von 1862 bis 1874 gehörte er der Zweiten Kammer der Landstände des Großherzogtums Hessen an. Gewählt wurde er für den Wahlbezirk Starkenburg 2/Groß-Gerau (I) bzw. Darmstadt. Er engagierte sich für den Deutschen Nationalverein. Das brachte ihm 1860 eine Verwarnung ein, denn politische Vereine waren im Großherzogtum Hessen verboten.
Von 1871 bis 1874 war er Mitglied des Deutschen Reichstags für die Nationalliberale Partei für den Wahlkreis Hessen 4 (Darmstadt – Groß-Gerau).